# Bolliger & Mabillard
Pour les articles homonymes, voir Bolliger et B&M.
Bolliger & Mabillard ou B&M est une société de conception et de construction de montagnes russes basée en Suisse, dans la ville de Monthey. Cette société est entrée sur le marché dans les années 1980. 

## Histoire
Walter Bolliger et Claude Mabillard commencent par travailler pour Giovanola, une entreprise qui fournit des attractions à Intamin, dans les années 1970. Pendant leur temps chez Giovanola, ils contribuent à la conception des premières montagnes russes en position verticale de la compagnie, Shockwave à Six Flags Magic Mountain. Ils travaillent aussi sur d'autres projets, comme Z-Force à Six Flags Great America. Bolliger et Mabillard quittent ensuite Giovanola, mais la compagnie continue d'utiliser leur design de rails, donc ses montagnes russes Titan à Six Flags Over Texas et Goliath à Six Flags Magic Mountain ont des rails du style de Bolliger et Mabillard,.

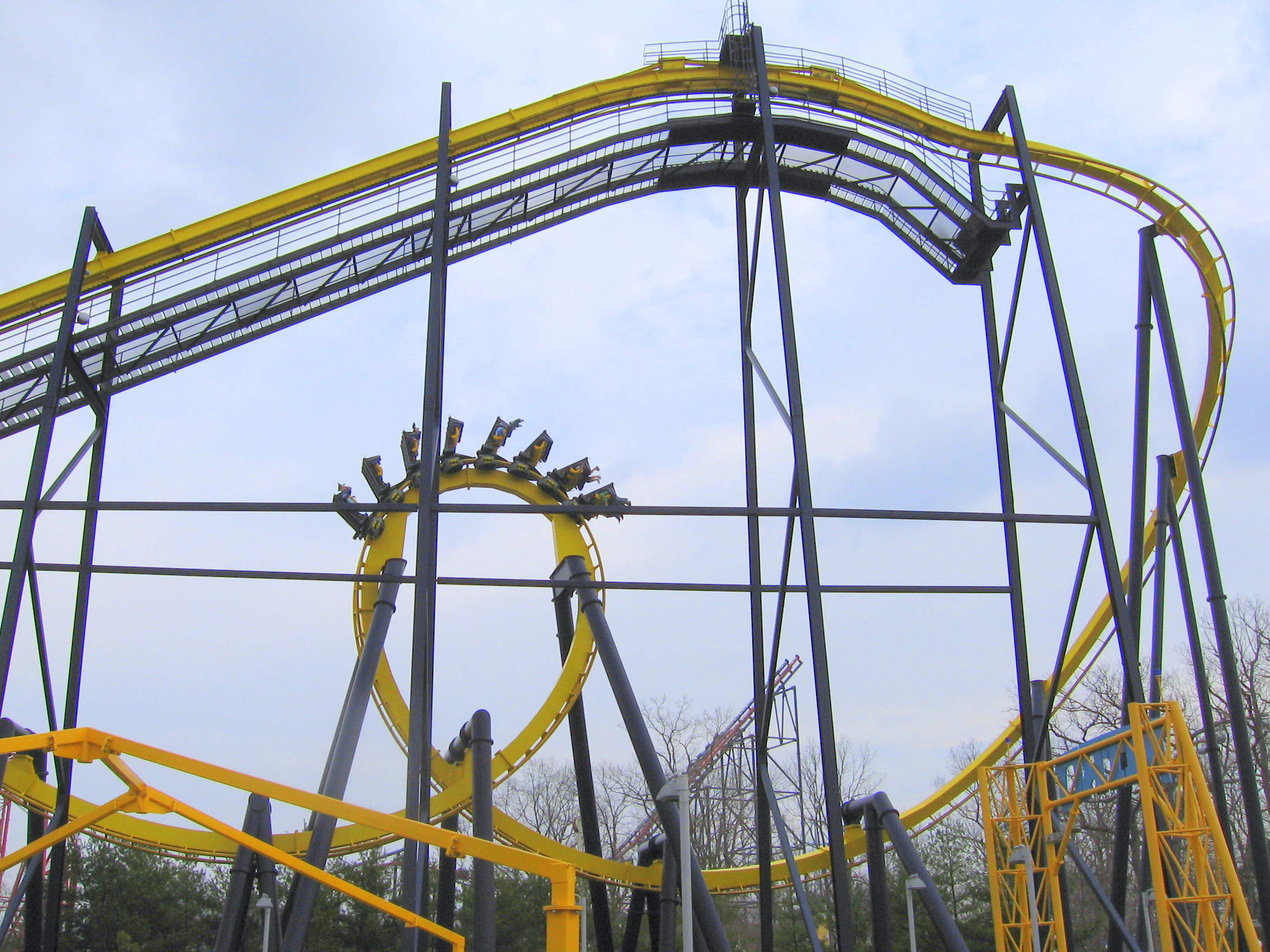
Batman: The Ride à Six Flags Great Adventure.

En 1987, Giovanola subit un changement de direction ; Bolliger et Mabillard décident de partir et ils fondent leur propre entreprise. À cette époque, B&M emploie quatre employés : les deux fondateurs et deux dessinateurs. À la création de Bolliger & Mabillard, ils sont d'accord pour arrêter la production d'attractions[réf. souhaitée],. Cependant, la société Six Flags les contacte et leur demande de construire des montagnes russes. B&M accepte l'offre et engage deux nouveaux dessinateurs. Mais B&M ne sait alors ni comment ni où construire les pièces des montagnes russes. À la suite de la collaboration avec Clermont Steel Fabricators sur Vortex à Kings Island et Shockwave à Six Flags Great America, Walter Bolliger demande à l'aciérie s'il sont intéressés pour produire la piste. Clermont Steel Fabricators accepte. Cette entreprise produit actuellement toutes les pièces des montagnes russes de Bolliger & Mabillard construites en Amérique du Nord. 
B&M construit ses premières montagnes russes, les montagnes russes en position verticale Iron Wolf, qui ouvrent en 1990 à Six Flags Great America, (attraction relocalisée à Six Flags America sous le nom Apocalypse en 2012). Deux ans plus tard Bolliger & Mabillard réalisent un autre projet pour Six Flags Great America, Batman: The Ride, les premières montagnes russes inversées au monde qui les font connaître dans l'industrie,.
Bolliger & Mabillard inventent aussi les montagnes russes sans sol et la machine plongeante. La compagnie construit ses premières montagnes russes lancées, Incredible Hulk Coaster, à Universal's Islands of Adventure. Bien que cette attraction ait un système de propulsion, B&M les qualifient de « montagnes russes assises ».
En 2010, B&M dévoile le modèle des montagnes russes Wing Rider et ouvre un prototype, nommé Raptor, à Gardaland en 2011. En 2015, Bolliger & Mabillard construisent Fury 325 à Carowinds, qui sont les plus hautes et les plus rapides montagnes russes de la compagnie à ce jour avec 99 mètres de hauteur et 153 km/h de vitesse.
En 2010, B&M emploie douze ingénieurs et quatorze dessinateurs,. La compagnie a fait d'autres contributions à l'industrie des montagnes russes. Elle a construit les trains de Psyclone, des montagnes russes en bois, maintenant démolies, de Six Flags Magic Mountain.
En 2016 l'entreprise réalise un chiffre d'affaires de 50 à 70 millions de francs suisses et emploie 46 personnes. Elle réalise 5 à 6 installations chaque année, principalement pour des parcs d'attraction basés aux États-Unis. Chaque projet prend en moyenne deux ans à être réalisé. La société a déposé 8 brevets sur ses inventions.

## Design et technologie

### Design des rails

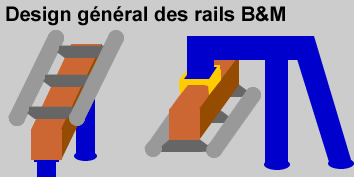
Les rails tubulaires sont extérieurs à la porteuse carrée qui est elle-même supportée par des piliers cylindriques.

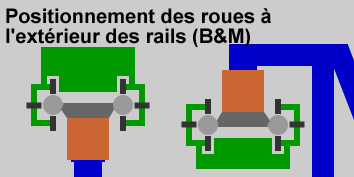
Schéma du positionnement des roues à l'extérieur des rails B&M.

La compagnie utilise un design de rails inspiré par la première génération de montagnes russes Giovanola / Intamin. Les roues des trains B&M s'emboîtent à l'extérieur des rails tubulaires. Ces rails sont reliés de l'intérieur à une porteuse en forme de prisme par de minces plaques d'acier trapézoïdales. La porteuse est légèrement en dessous de la paire de rails et soutenue par de larges piliers cylindriques.
Certaines montagnes russes comme Dragon Challenge à Universal's Islands of Adventure ou Talon à Dorney Park & Wildwater Kingdom ont la porteuse carrée remplie de sable pour réduire le bruit et les vibrations de l'attraction. En résulte un son particulièrement silencieux et régulier.

### Configuration des trains
B&M est la première compagnie dans le domaine des attractions a utiliser des rangées de quatre sièges côte à côte[réf. souhaitée]. Chaque wagon a une unique rangée de quatre sièges et le train se compose habituellement de sept, huit ou neuf wagons. Ceci permet de charger sur le train une grande quantité de passagers (de vingt-huit à trente-six à la fois selon le nombre de wagons) sur une longueur plus restreinte, ce qui facilite l'efficacité des transitions de passagers en plus de créer des trains moins longs et qui sont, par le fait même, plus solidaires sur le tracé. Tous les modèles de montagnes russes B&M utilisent cette configuration, exception faite de la Machine plongeante (Diving Machine) qui utilise deux ou trois wagons composés de six, huit ou dix sièges côte à côte. Les montagnes russes Griffon possède des wagons larges de dix sièges, un record dans le monde des montagnes russes à circuit fermé. En 2011, la compagnie réalise pour la première fois des wagons de six sièges pour les montagnes russes Krake du parc allemand Heide Park.

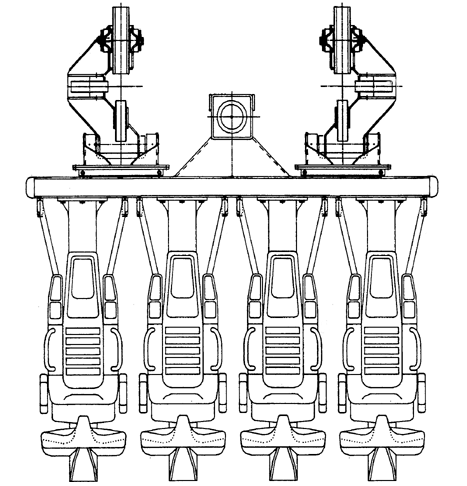
Vue de face de la configuration à quatre sièges des montagnes russes inversées B&M.

En comparaison, la plupart des autres compagnies utilisent des wagons composés de deux ou trois rangées de deux sièges chacune.

### Pré-descente

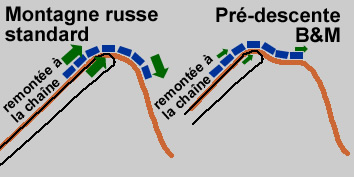
Schéma de la pré-descente B&M et de son effet sur la tension octroyée à la chaîne motrice.

Une particularité que l'on retrouve sur presque toute la ligne de production de montagnes russes B&M, consiste en un élément nommé la pré-descente (pre-drop). Il s'agit d'une toute petite descente en haut de la première remontée par la chaîne de traction (lift hill) avant la fameuse première côte.
Cet élément est conçu pour réduire la tension absorbée par la chaîne de traction. La section plate entre la pré-descente et la première côte sert de zone tampon pour répartir le poids du train, réduisant ainsi la tension octroyée au moteur de la chaîne. En comparaison avec un design plus conventionnel où la première côte suit directement la remontée à la chaîne, le poids de la première moitié du train commençant à descendre tend à faire tirer l'autre moitié du train (encore en train de monter) sur la chaîne de traction, octroyant par la même occasion un stress inutile au moteur. Toutefois, la pré-descente a tendance à disparaître avec l'évolution des remontées (lifts) B&M, comme pour l'attraction OzIris au parc Astérix, montagnes russes inversées sans pré-descente.

## Produits B&M
B&M a déposé plusieurs brevets dans le domaine des montagnes russes. Elle a été la première compagnie à produire des montagnes russes avec une première descente complètement verticale. On appelle ce type de montagnes russes « Machine plongeante ». La compagnie a aussi créé sa propre version des montagnes russes volantes de Vekoma et a inventé les montagnes russes inversées (Inverted Coaster).
Ci-dessous une liste complète des différents types de montagnes russes produits par Bolliger & Mabillard.

### Montagnes russes traditionnelles(Sitting Coaster)

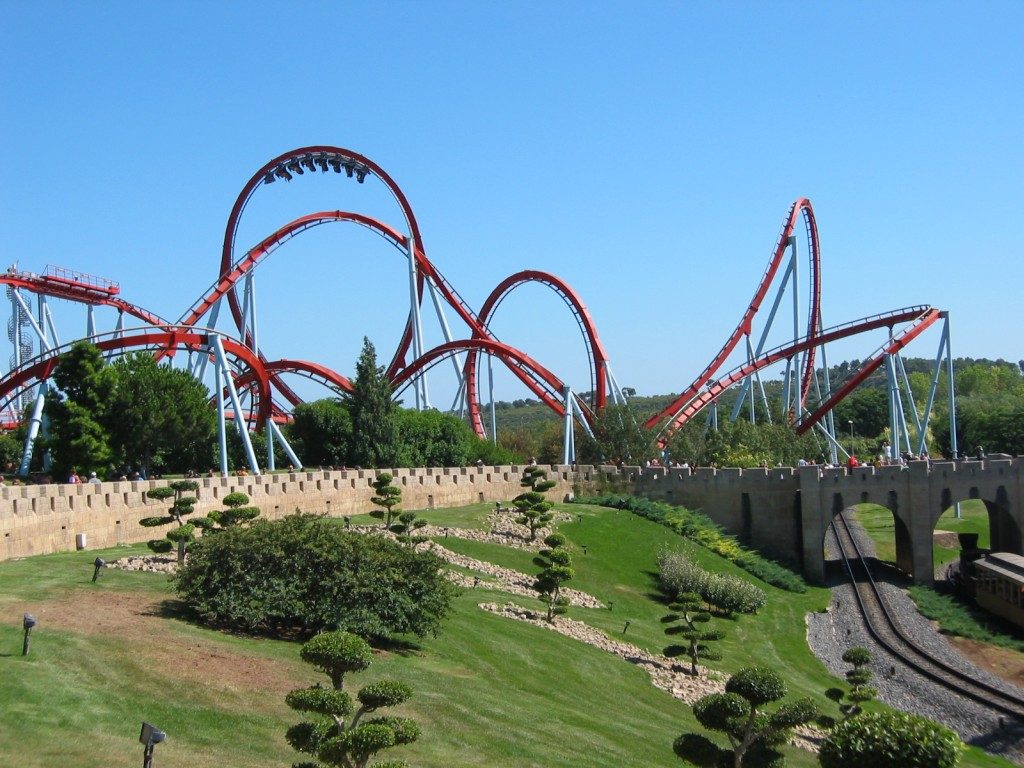
Dragon Khan, montagnes russes traditionnelles B&M.

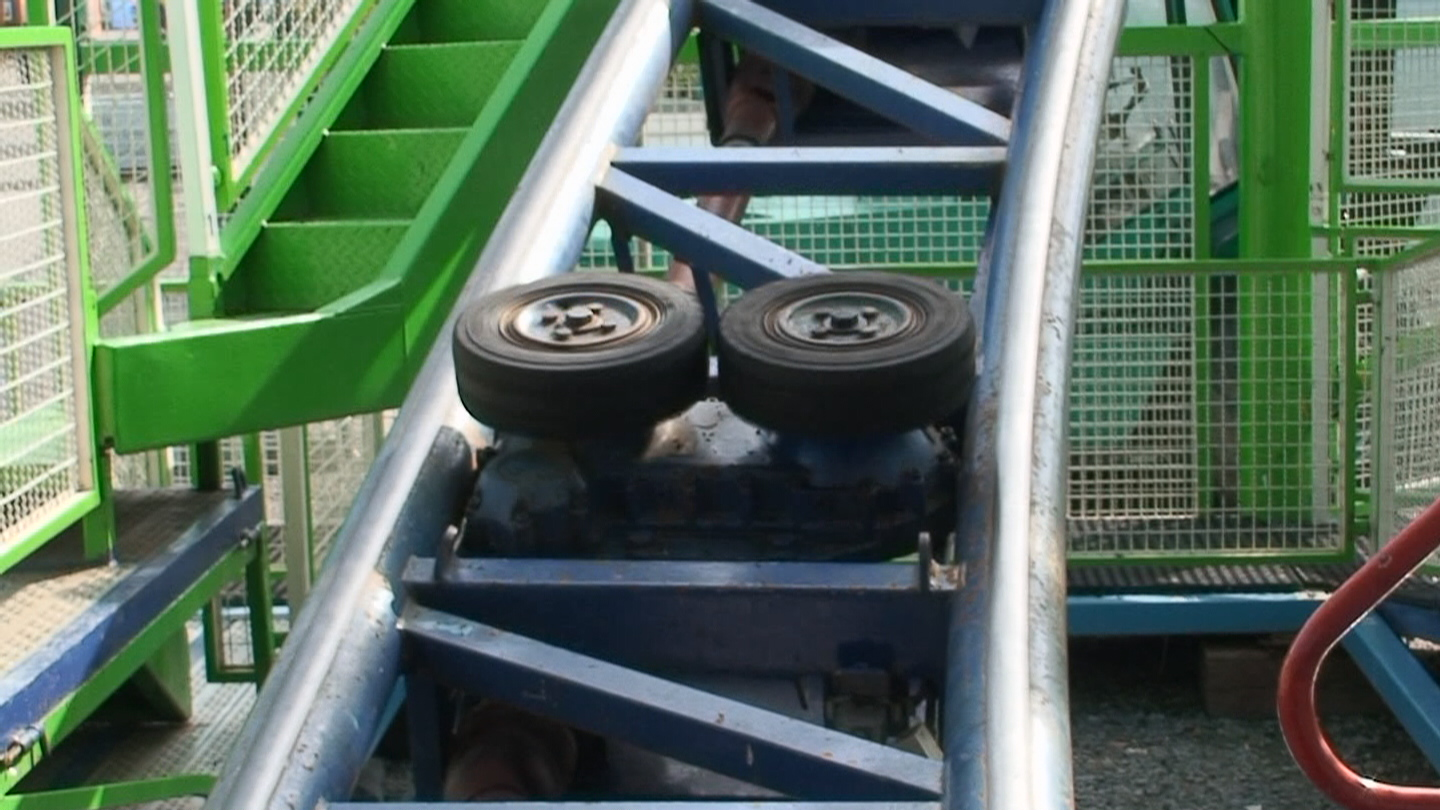
Les roues de frictions consistent en plusieurs séries de deux roues côte à côte qui tournent très rapidement et qui s'accrochent à des lames placées sous le train. En résulte une propulsion du train. Un seul parcours de montagnes russes B&M est muni d'une technologie semblable à celle-ci.

C'est le modèle le plus traditionnel. Les passagers sont assis dans des wagons et retenus par des harnais abdominaux. Le rail est sous le train et tout le trajet se fait dans cette position. B&M amplifie la sensation de ces montagnes russes en dessinant des parcours avec plusieurs inversions et des vitesses moyennes importantes. 
B&M n'utilise habituellement pas de propulsion mécanique autre qu'une remontée à la chaîne et un jeu de gravité. Les accélérations magnétiques ou par roues de frictions sont inexistantes sur les attractions B&M, sauf deux exceptions à ce jour : Incredible Hulk Coaster à Universal's Islands of Adventure, et Pipeline: Surf Coaster à SeaWorld Orlando. Le premier est un looper ayant une propulsion par roues de friction et le second un stand-up propulsé par LSM.

### Montagnes russes en position verticale(Stand Up Coaster)

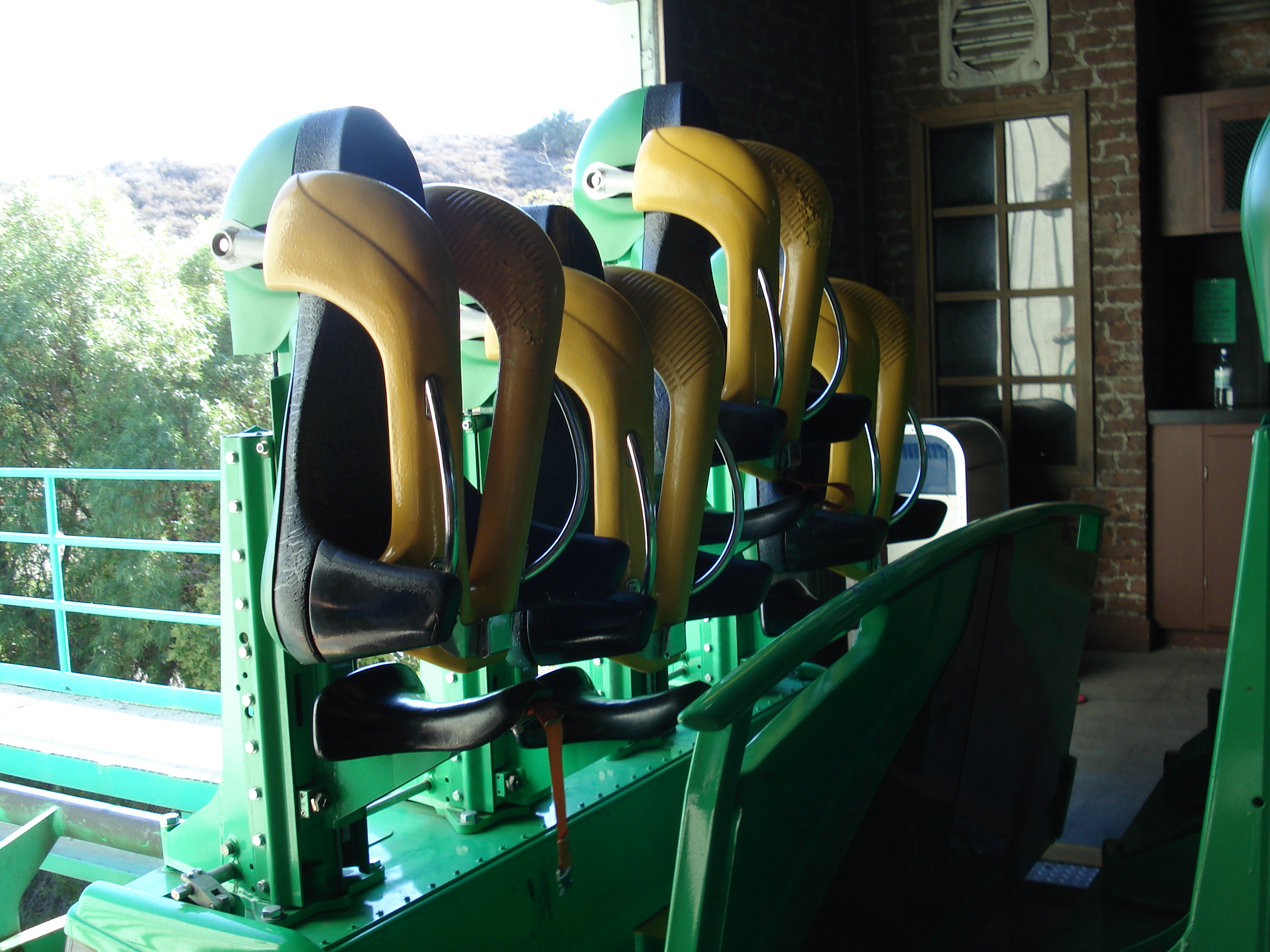
Train de The Riddler's Revenge à Six Flags Magic Mountain.

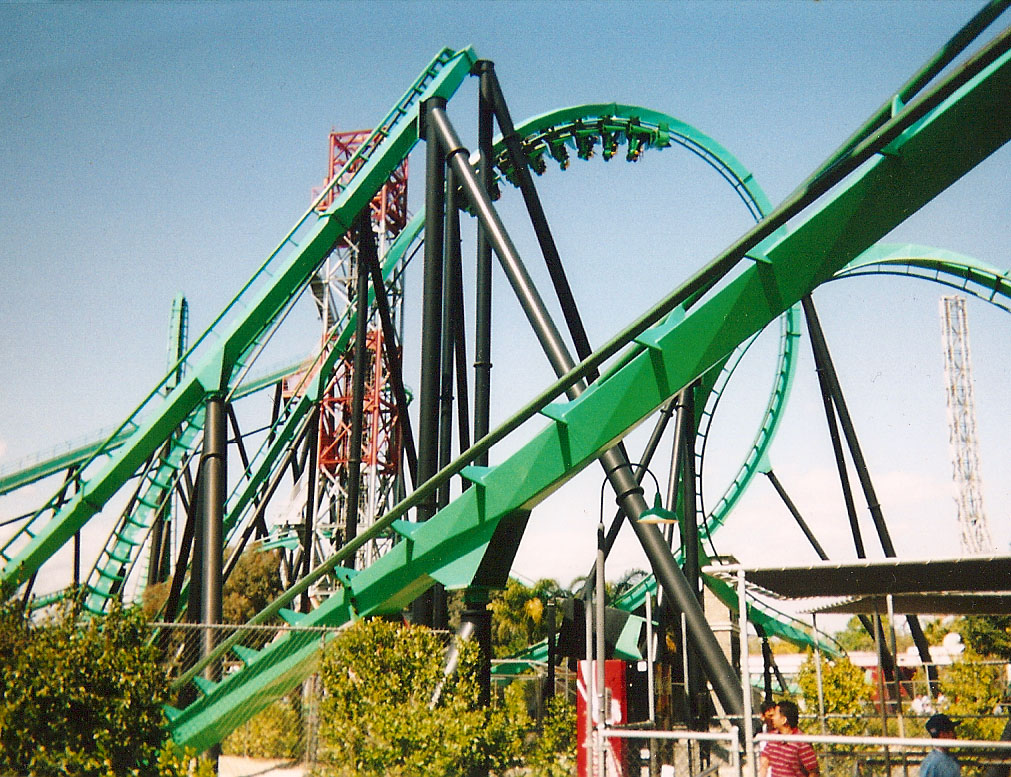
The Riddler's Revenge à Six Flags Magic Mountain.

Plutôt que d'être en position assise, dans ce type de montagnes russes, les passagers sont retenus debout dans les wagons par des harnais abdominaux spéciaux et tout le parcours se fait ainsi, les deux jambes bien droites.

L'inconvénient est que ce type de siège est plutôt brassant pour la tête à cause de la conception unique des roues B&M. En effet, les roues ont été placés à quelques millimètres plus éloigné du rail à la suite des problèmes rencontrés de vitesse et de dommages sur les rails lors de leur premier essai du nouveau prototype stand-up. Pour y remédier, ils ont donc du mettre moins de friction du wagon sur le rail en éloignant les roues.

### Montagnes russes inversées(Inverted Coaster)

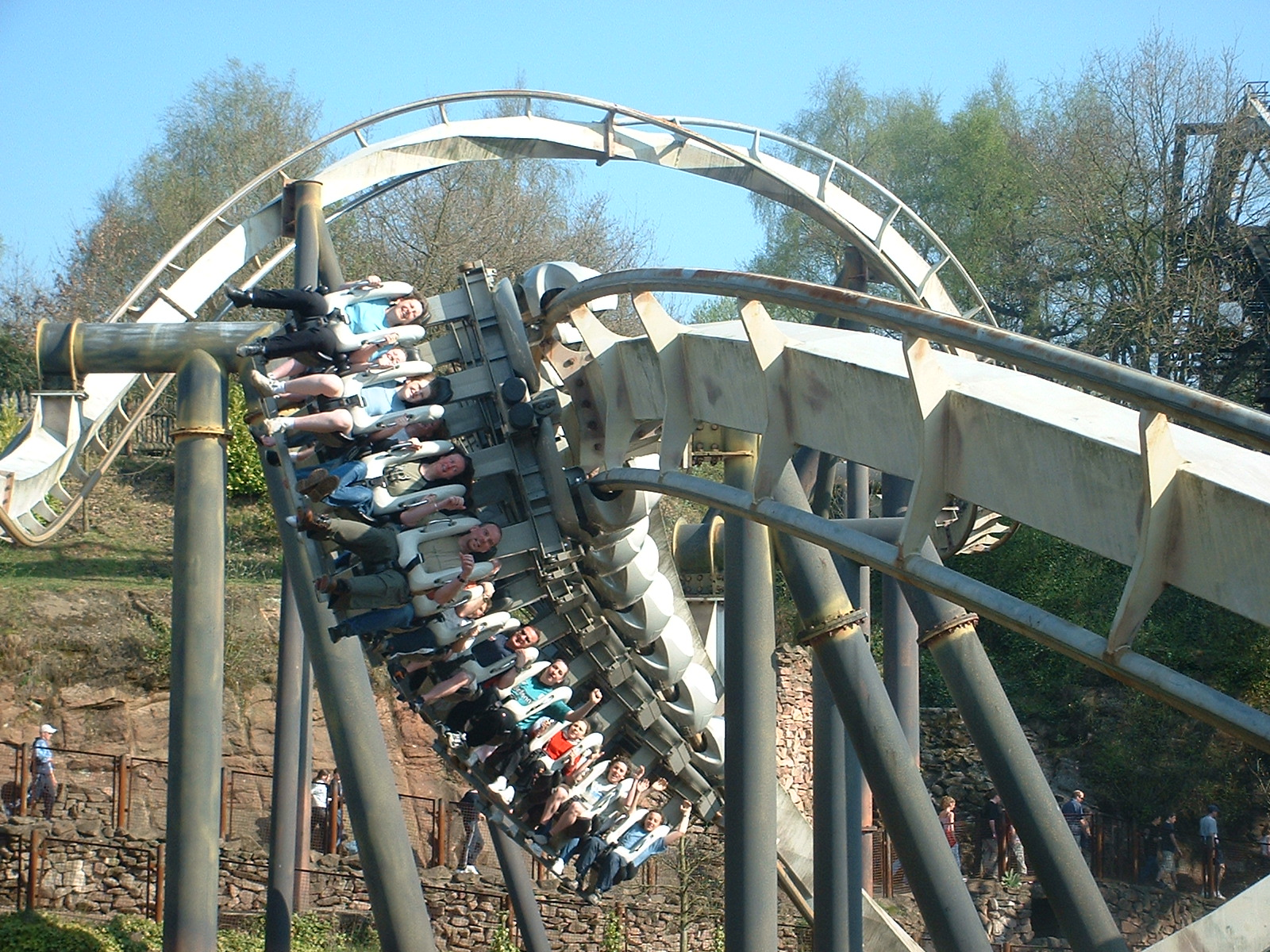
Nemesis est un circuit de montagnes russes inversées B&M à thématique vieillie, à Alton Towers.

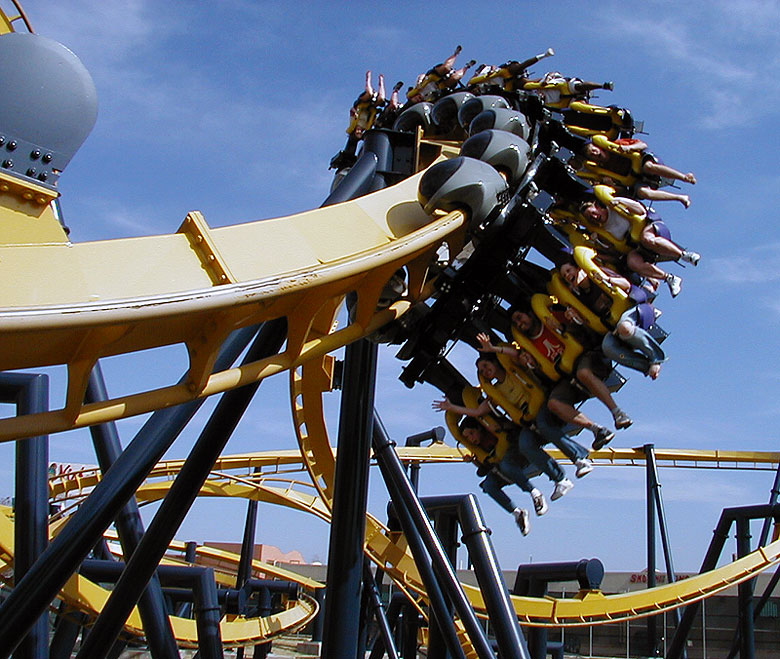
Batman: The Ride à Six Flags Over Texas.

Brevetée par B&M, la position du rail et du train est inversée. Le train se retrouve ainsi sous le rail et permet aux passagers de faire l'attraction suspendus à celui-ci, les pieds dans le vide. 

Sur ces modèles, l'effet de sol joue pour beaucoup. Cet effet consiste à rapprocher suffisamment le tracé du sol pour donner l'impression aux passagers que leurs jambes ballantes vont toucher par terre (footchopper). De surcroît, plus le train se rapproche du sol, plus ce dernier donne l'impression de défiler rapidement, ce qui augmente la sensation de vitesse.

### Montagnes russes sans sol(Floorless Coaster)

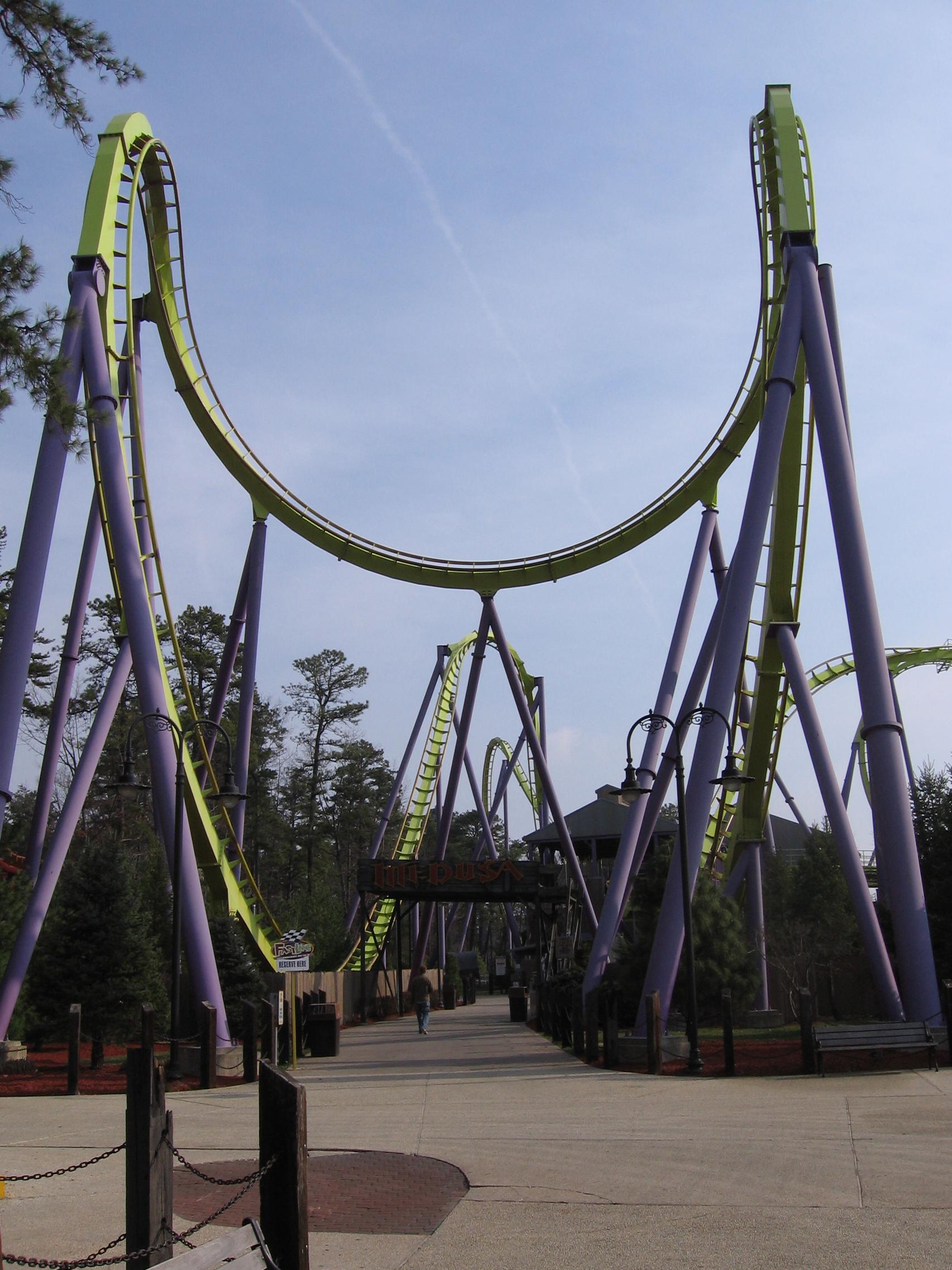
Medusa sont des montagnes russes en position assise avec des trains "floorless" (premières montagnes russes du genre) construites par B&M et très reconnues.

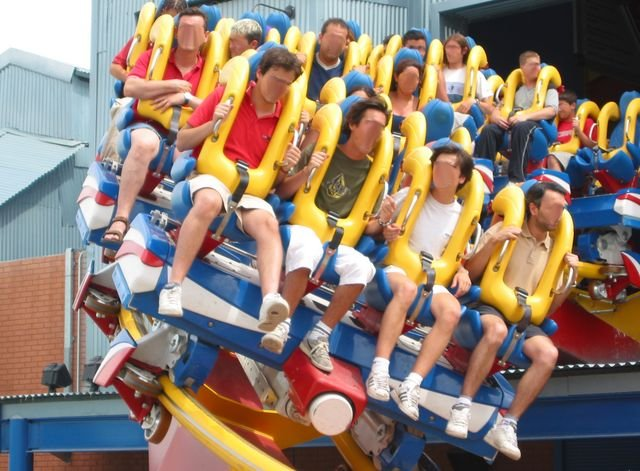
Les montagnes russes sans plancher de B&M. (Superman: La Atracción de Acero, à Parque Warner Madrid.

Les montagnes russes sans plancher sont une particularité des attractions conçues par l'entreprise,. Dans ce modèle, le rail est en dessous du train, les passagers sont installés en position assise, mais leurs pieds sont dans le vide et semblent frôler le rail. 
En station, un plancher temporaire permet aux personnes de s'installer. Lorsque le train est prêt à partir, le plancher glisse et les passagers se retrouvent les pieds au-dessus du rail.  

Notons que la conversion d'un stand-up coaster en montagne russe sans sol est possible  

### Montagnes russes volantes(Flying ou Lay-Down Coaster)

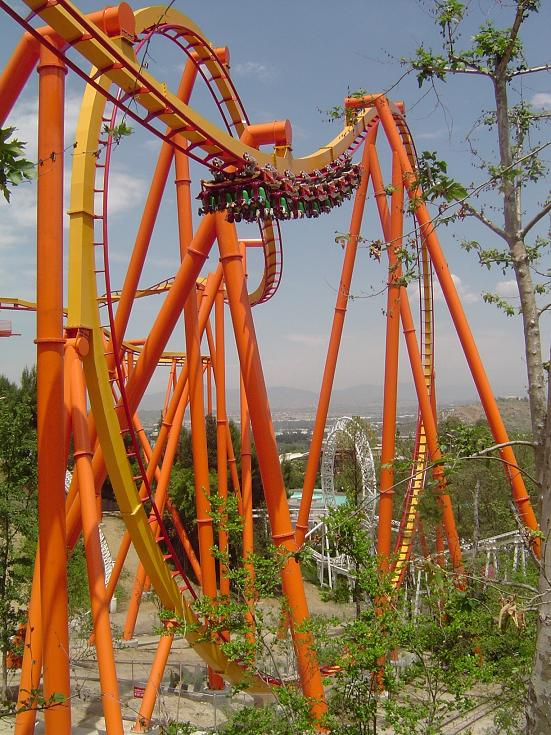
Tatsu à Six Flags Magic Mountain.

En station, les passagers prennent place debout dans des wagons spéciaux suspendus par un rail inversé au-dessus du train. Lorsque le train est prêt à partir, les wagons s'inclinent vers le haut et vont rejoindre le rail suspendu : les passagers se retrouvent à plat ventre sur leurs harnais, les yeux pointant le sol, le rail dans leur dos, comme dans une position de « Superman », donnant l'impression aux passagers de voler pendant le tour. Ici, comme dans les montagnes russes inversées, on recherche beaucoup l'effet de sol.

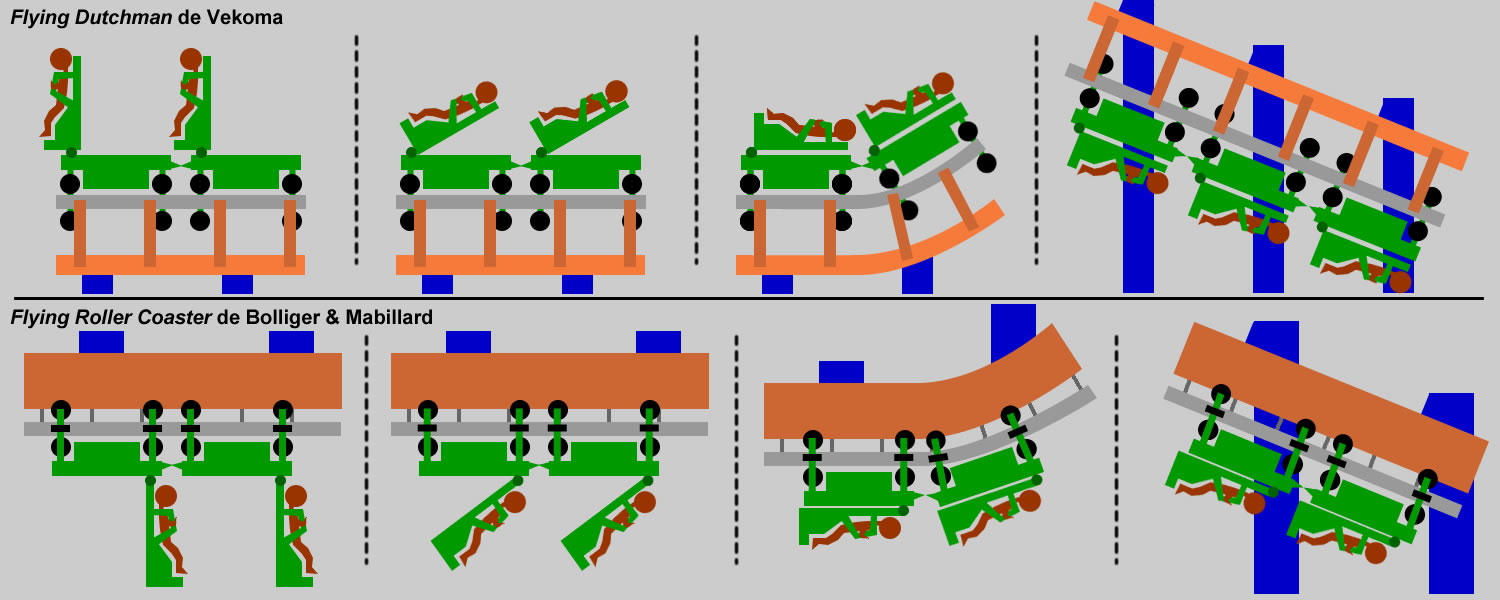
Comparaison du chargement sur le Flying Dutchman de Vekoma et sur les montagnes russes volantes de B&M.

B&M s'est inspiré du Flying Dutchman de Vekoma pour créer leurs montagnes russes volantes. La différence majeure est que, chez B&M, le rail est inversé en station : les passagers s'installent debout, puis les wagons s'inclinent et rejoignent le rail. On commence donc à plat ventre.
Chez Vekoma, le rail n'est pas inversé en station, ce qui fait que les passagers s'installent debout, puis les wagons se couchent contre le rail. On commence couché, on remonte la première pente couché et seulement après, le rail s'inverse, permettant aux passagers de voir le sol. 
Cet élément crée quelques mauvaises critiques pour B&M. En effet, lorsqu'un train est longtemps en attente d'être déchargé parce que le second train est encore en station, certains trouvent douloureux d'être en suspension, à plat ventre contre le harnais tout ce temps. C'est pourquoi B&M commence à mettre des stations doubles de chargement/déchargement. Ainsi, il y a toujours de la place pour le déchargement immédiat d'un train alors que le chargement du deuxième peut se terminer sur le quai adjacent. On retrouve ce type de station sur Tatsu à Six Flags Magic Mountain, ou encore sur Manta à SeaWorld Orlando.

### Hypermontagnes russes(Hyper Coaster)

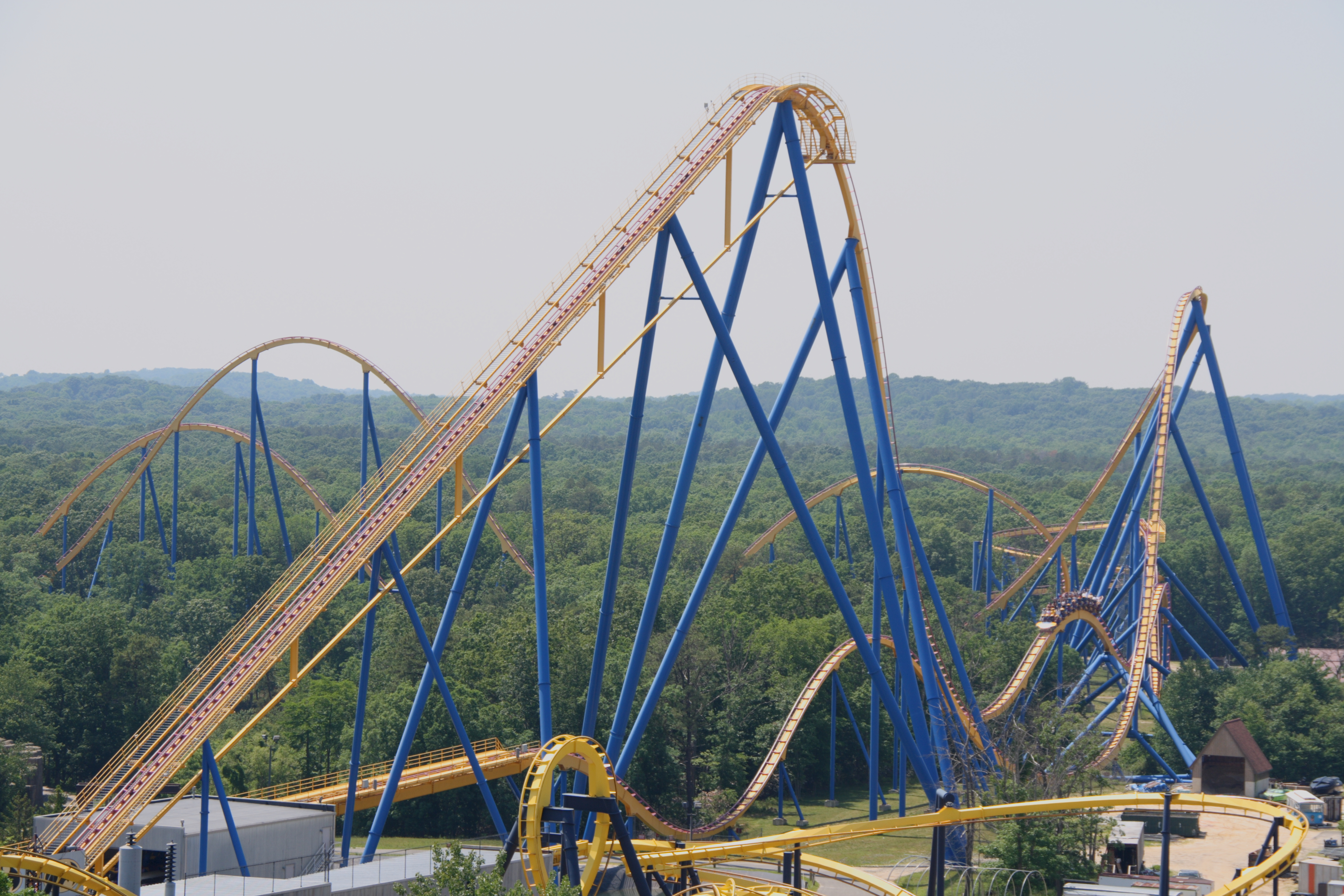
Nitro, hyper montagnes russes B&M de 70 m de hauteur, situées au parc Six Flags Great Adventure.

B&M considère que toute attraction dépassant les 200 pieds (61 mètres) sont des hyper montagnes russes. Ce type de montagnes russes mise sur de gigantesques pentes très prononcées, sur des courbes à haute force centrifuge et sur des vitesses avec de fortes luttes gravitationnelles. Les hyper montagnes russes ne possèdent pas d'élément d'inversion, autrement dit, les passagers ne se retrouvent jamais la tête en bas. 
Des « dos de chameau » (de l'anglais camelbacks) sont utilisés sur ces montagnes russes. Ce sont des bosses plus ou moins grandes qui après une remontée donnée, offrent rapidement une descente tout aussi prononcée, donnant ainsi aux passagers la sensation qu'ils décollent de leurs sièges, donnant ainsi des airtimes très appréciés par les amateurs.
Certaines hyper montagnes russes B&M utilisent des barres de rétention aux hanches plutôt que des harnais abdominaux pour offrir aux passagers assis un grand confort et une liberté de mouvements dans le haut du corps.

B&M catégorise aussi deux variantes des hyper montagnes russes : les giga montagnes russes et le strata montagnes russes. Toute montagne russe dépassant les 300 pieds est considérée comme une giga montagne russe et toute montagne russe dépassant les 400 pieds est considérée comme une strata montagne russe. En date de septembre 2022, il existe seulement trois strata montagnes russes : Red Force à Ferrariland, Top Thrill Dragster à Cedar Point et Kingda Ka à Six Flags Great Adventure. Et ce sont toutes des montagnes russes intamin lancées  

### Machine plongeante(Dive Machine)

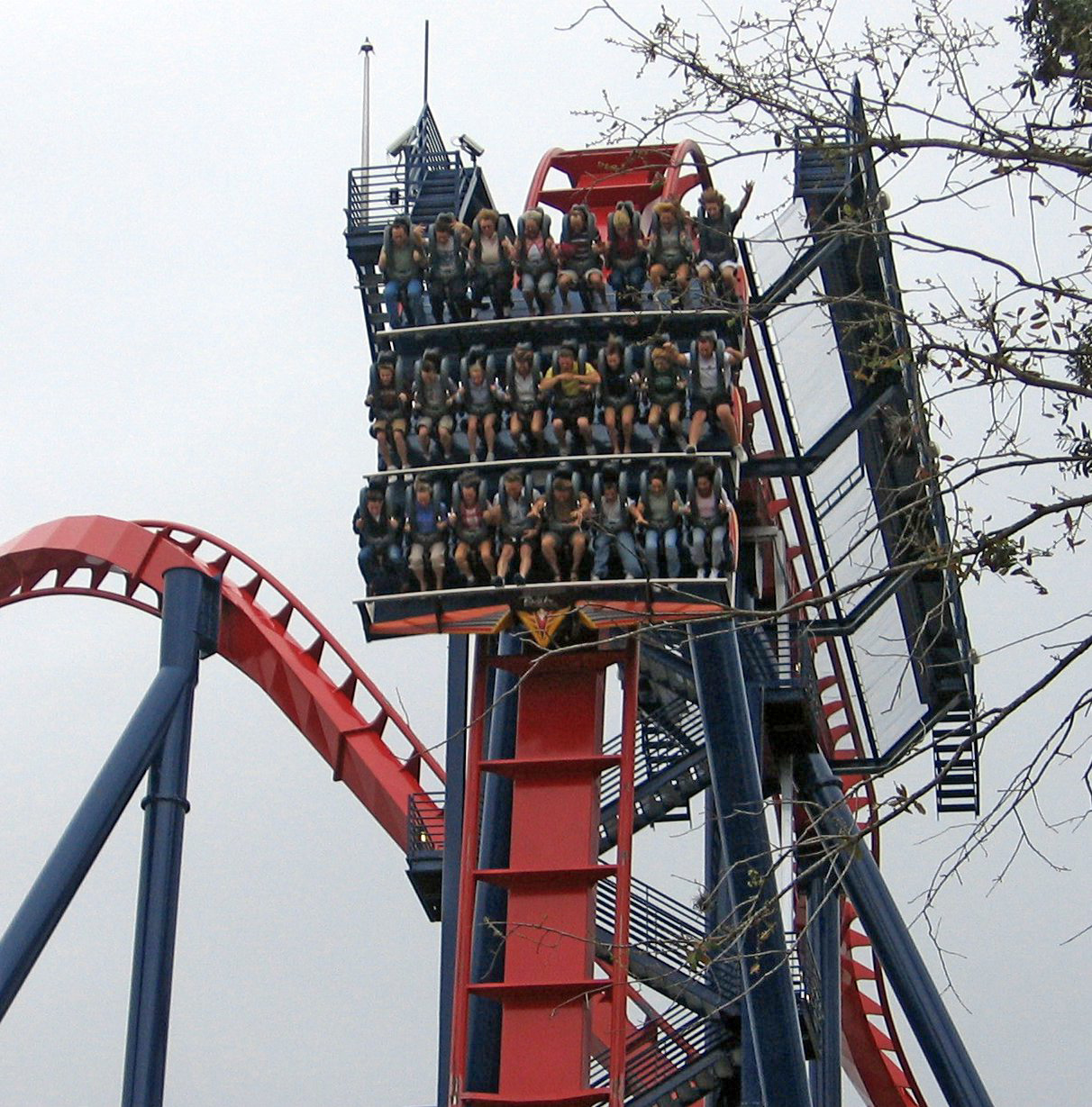
SheiKra à Busch Gardens Tampa et une de ses 2 descentes à 90°.

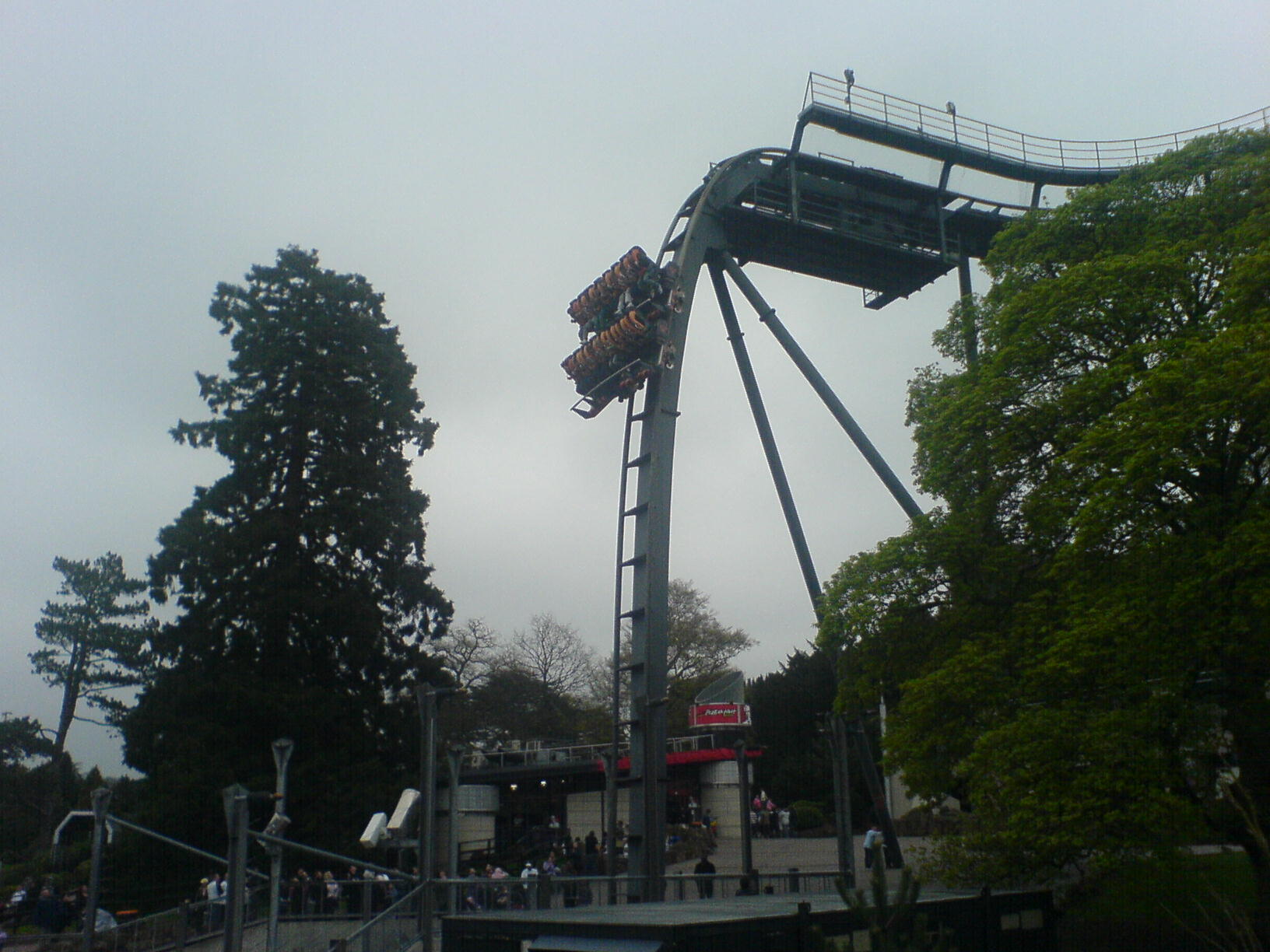
Cet angle de prise de vue montre bien la descente verticale de Oblivion.

Ce modèle propose aux passagers de s'installer dans 2 ou 3 rangées de 8 à 10 sièges, ce qui en fait de très courts, mais de très larges trains. Ainsi, au moins deux passagers à chaque extrémité se retrouvent sans le rail en-dessous d'eux, complètement dans le vide. Une fois la ou les descente(s) verticale(s) passée(s), le train poursuit sa course et rentre en station. Bien que les inversions soient possibles sur ce modèle, en général ce qui les distingue sont les chutes à 90 degrés et les très larges wagons. 
B&M a construit à Busch Gardens Williamsburg Griffon, une machine plongeante comportant des trains avec trois rangées de dix sièges, un record du nombre de sièges par rangée dans l'industrie des montagnes russes. En plus de l'effet de chute, Griffon utilise des trains sans plancher (floorless) ce qui ajoute aux sensations.
En 2019, onze machines plongeantes sont dénombrées. Il s'agit de Diving Machine G5, Dive Coaster et Diving Coaster en Asie, SheiKra ainsi que Griffon et Valravn aux États-Unis, Oblivion en Angleterre, au Royaume-Uni, Krake en Allemagne, Baron 1898 aux Pays-Bas, Yukon Striker au Canada et Oblivion : The Black Hole en Italie.

### Montagnes russes Wing Rider(Wing Coaster)

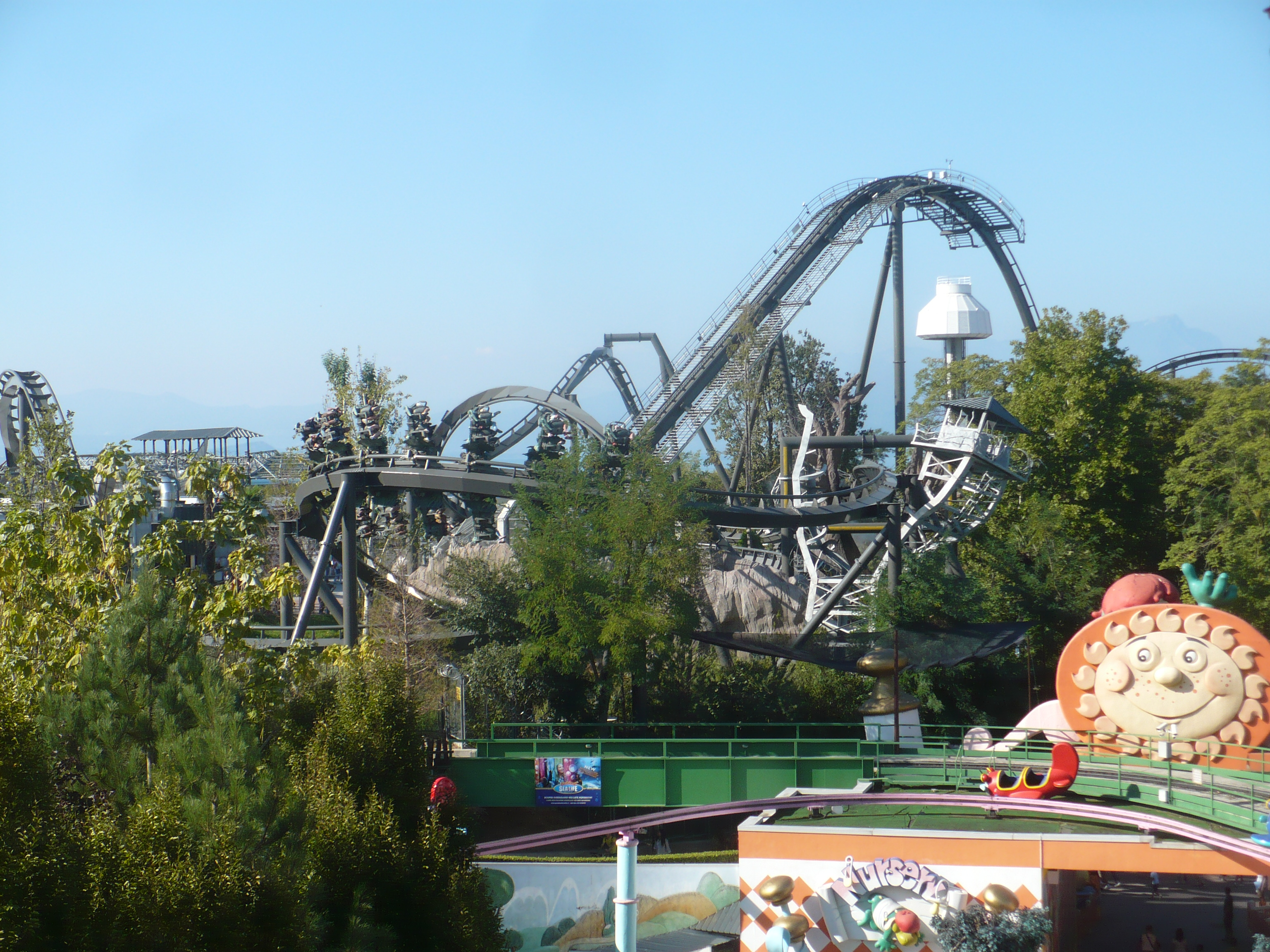
Raptor à Gardaland et son train particulier.

Le Wing Coaster est un dérivé des montagnes russes quadridimensionnelles inventées par John F. Mares à partir des années 1990. La différence réside au niveau des trains. Sur les montagnes russes quadridimensionnelles, les sièges sont placés de part et d'autre du rail et peuvent faire des rotations (vers l'avant ou vers l'arrière). Dans le cas des Wing Coaster, les sièges ont une position fixe.

Les premières montagnes russes de ce type ont été construites par Intamin en 2007. Il s'agit de Furius Baco à PortAventura Park. B&M a construit Raptor, sa première version de l'attraction en 2011 à Gardaland. Trois autres montagnes russes de ce type ouvrent en 2012. Ce nouveau type de montagnes russes de B&M a impressionné les consommateurs (parcs à thème) et en 2012, le type Wing Coaster a été la demande la plus populaire dans les trois États. GateKeeper à Cedar Point présente une inversion de 52 mètres. Lors de son ouverture en 2013, elle est alors la plus haute inversion du monde sur des montagnes russes, record détenu actuellement par Steel Curtain à Kennywood.